# Scooby-Doo! e il ritorno sull'isola degli zombie
Scooby-Doo! e il ritorno sull'isola degli zombie (Scooby-Doo! Return to Zombie Island) è un film del 2019 diretto da Cecilia Aranovich Hamilton e Ethan Spaulding. È il seguito diretto di Scooby-Doo e l'isola degli zombie del 1998.
Il film è stato presentato in anteprima mondiale al San Diego Comic-Con International il 21 luglio 2019, seguito da una versione digitale il 3 settembre e da una versione DVD il 1º ottobre. In Italia venne trasmesso il 13 settembre 2019.

## Trama
Scooby-Doo e i suoi amici si recano in vacanza su una strana ed inquietante isola remota. Le cose si fanno davvero spaventose quando dei morti viventi iniziano ad attaccare il villaggio turistico, che mostrerà alla gang che quell'isola è L'Isola di Moonscar.